# Океан (паста)
Па́ста «Океа́н» — замороженная паста из антарктического криля. Паста «Океан» использовалась как полуфабрикат для приготовления различных блюд: салатов, супов, креветочного масла, закусочных паштетов.

## История
Паста «Океан» была разработана в СССР в 1966 году научной группой Всесоюзного научно-исследовательского института рыбного хозяйства и океанографии на судне «Академик Книпович». Активный промысел криля советскими судами начался в 1960-е годы в Южном океане. В первые годы промысла криля он в основном использовался как кормовая продукция в животноводстве, так что паста «Океан» стала первым разработанным пищевым продуктом из мяса криля для населения. Объёмы вылова криля в СССР быстро возрастали в связи с появлением 200-мильных экономических зон, ограничивающих вылов морепродуктов другими государствами, что вызвало передислокацию советских траулеров из традиционных мест промысла в северном полушарии в антарктические воды.
Опытная партия пасты «Океан» поступила в продажу в 1972 году. Материалы опросов, проведённых Всесоюзным институтом по изучению спроса населения на товары народного потребления и конъюнктуры торговли в 1969 году и Центральным научно-исследовательским институтом информации и технико-экономических исследований рыбного хозяйства в 1972 году, показали, что потребители отказывались от покупки морепродуктов из-за незнакомого вкуса, незнания полезных свойств и способов употребления. В связи с этим была организована масштабная рекламная кампания по продвижению пасты, основным методом которой стали дегустации. Одна из первых дегустаций прошла в фирменном ресторане «Океан» на ВДНХ СССР в октябре 1972 года. На дегустацию были приглашены работники предприятий общественного питания, научные сотрудники Института питания АМН СССР и Института гигиены питания Академии медицинских наук УССР, представители министерств мясомолочной промышленности и рыбного хозяйства, ВНИРО, ЦНИИТЭИРХ, всесоюзного объединения «Союзторгреклама», а также журналисты газет и телевидения. Участники дегустации получили брошюры с информацией о пасте «Океан», и меню из 18 блюд, приготовленных из неё. На дегустации выступали учёные ВНИРО, разработавшие пасту «Океан», и Института гигиены питания АМН УССР, исследовавшие биологическую и пищевую ценность пасты. Утверждалось, что паста содержит большое количество витаминов и микроэлементов. В дальнейшем дегустации также прошли в других ресторанах и магазинах Москвы, Ленинграда и Киева. Массовые дегустация и реклама пасты в газетах и на телевидении способствовали росту популярности нового продукта. Рекламная кампания пасты «Океан» вошла в учебники по истории советской рекламы.
В 1980-е годы Калининградский рыбоконсервный комбинат стал вырабатывать пасту «Коралл» из пасты «Океан», смешанной с творогом и сливочным маслом.

## Технология производства
В 1981 году был разработан ГОСТ 24645-81 «Паста белковая мороженая „Океан“. Технические условия».
Производство пасты сопряжено с рядом трудностей, среди которых были небольшие размеры рачка, масса которого составляет всего 1 грамм, и высокая активность ферментов внутренних органов, которые вызывали быструю порчу криля после вылова.
Пищевой частью криля являются мясо шейки и содержимое головогруди. Для производства пасты на рыбопромысловых судах используется установка А1-ИКП-50, которая выполняет следующие технологические операции:
- накопление и дозирование подачи криля;
- отжим сока из криля;
- накопление и равномерная подача сока в коагулятор;
- коагуляция сока;
- измельчение белка — коагулята;
- доведение пасты до стандартной влажности;
- охлаждение пасты и подача её на расфасовку и упаковку;
- отвод жома.

## Состав
| 100 граммов продукта содержит | 100 граммов продукта содержит |
| ----------------------------- | ----------------------------- |
| Вода, г                       | 80,1                          |
| Белки, г                      | 13,6                          |
| Жиры, г                       | 4,2                           |
| Зола, г                       | 2,1                           |
| Калий, мг                     | 170                           |
| Кальций, мг                   | 108                           |
| Магний, мг                    | 67                            |
| Натрий, мг                    | 400                           |
| Железо, мг                    | 1,3                           |
| Витамин C, мг                 | 1,7                           |
| Витамин B1, мг                | 0,07                          |
| Витамин B2, мг                | 0,08                          |
| Витамин B9, мг                | 36                            |
| Витамин PP, мг                | 2                             |
| Калорийность, ккал            | 92                            |